# Ypthima bara
Ypthima bara är en fjärilsart som beskrevs av Evans 1923. Ypthima bara ingår i släktet Ypthima och familjen praktfjärilar. Inga underarter finns listade i Catalogue of Life.